# Jan Riesenkampf
Jan Riesenkampf (ur. 1963 w Zabrzu) – polski poeta, pisarz i tłumacz. 
Zadebiutował w 1992 tomikiem Koszula. Następnie wydał tomiki: Wybrane (1999), janriesenkampf.com (2002), Zwykły poeta (2005). Napisał sztukę teatralną Żegnaj Minotaurze Śpiewał swoją poezję na festiwalu w Brwinowie, Klubie Stodoła, Lochu Camelot itp.
Tłumacz twórczości Bułata Okudżawy, Jacques'a Brela, Mariny Cwietajewej, Konstandinosa Kawafisa, Andrieja Rozenbauma i Lluísa Llacha (m.in. L’estaca, Insubmis). Autor nowego przekładu Międzynarodówki na język polski, wydrukowanego w "Lampie".
Drukowany m.in. w pismach "Nowy Nurt", "FA-ART", "Lampa i Iskra Boża", "Lampa".
Mieszka w Warszawie. Wielokrotnie podejmował studia na Uniwersytecie Warszawskim.

## Twórczość
- Koszula, 1992.
- Wybrane, 1999.
- janriesenkampf.com, 2002.
- Zwykły poeta, 2005.
- luźne teksty, drukowane w "Lampie" lub umieszczane na internecie